# Touch of Pink
Touch of Pink (bra: Um Toque de Rosa; prt: Um Toque Cor-de-rosa) é um filme de comédia romântica britânico-canadense de 2004 dirigido por Ian Iqbal Rashid e estrelado por Jimi Mistry, Kyle MacLachlan, Suleka Mathew, e Kristen Holden-Ried. Seu título é uma referência à That Touch of Mink, filme protagonizado por Cary Grant.

## Sinopse
Ali é um homem gay de origens indianas nascido no Quênia e criado em Toronto, Canadá, que se mudou para Londres para escapar de sua família muçulmana conservadora. Quando sua mãe enviuvada, Nuru, anuncia uma visita não-planejada onde ela ficará com ele em seu apartamento, tensões surgem no relacionamento entre Ali e seu namorado, Giles, que devem fingir serem apenas colegas de quarto. Pelo menos Ali pode sempre contar com seu amigo imaginário: o fantasma do ator Cary Grant, que é fonte de constantes conselhos (bons e ruins).

## Elenco
- Jimi Mistry como Alim
- Suleka Mathew como Nuru Jahan
- Kristen Holden-Ried como Giles
- Kyle MacLachlan como o espírito de Cary Grant
- Veena Sood como Dolly
- Brian George como Hassan
- Liisa Repo-Martell como Delia
- Raoul Bhaneja como Khaled
- Malika Mendez como Sheruba
- Linda Thorson como a mãe de Giles
- Andrew Gillies como Raymond
- Dean McDermott como Alisdair Keith